# هندریک د کیسر
 هندریک د کیسر (انگلیسی: Hendrick de Keyser؛ ۱۵ مهٔ ۱۵۶۵ – ۱۵ مهٔ ۱۶۲۱) یک مجسمه‌ساز، و معمار اهل هلند بود.

## نگارخانه

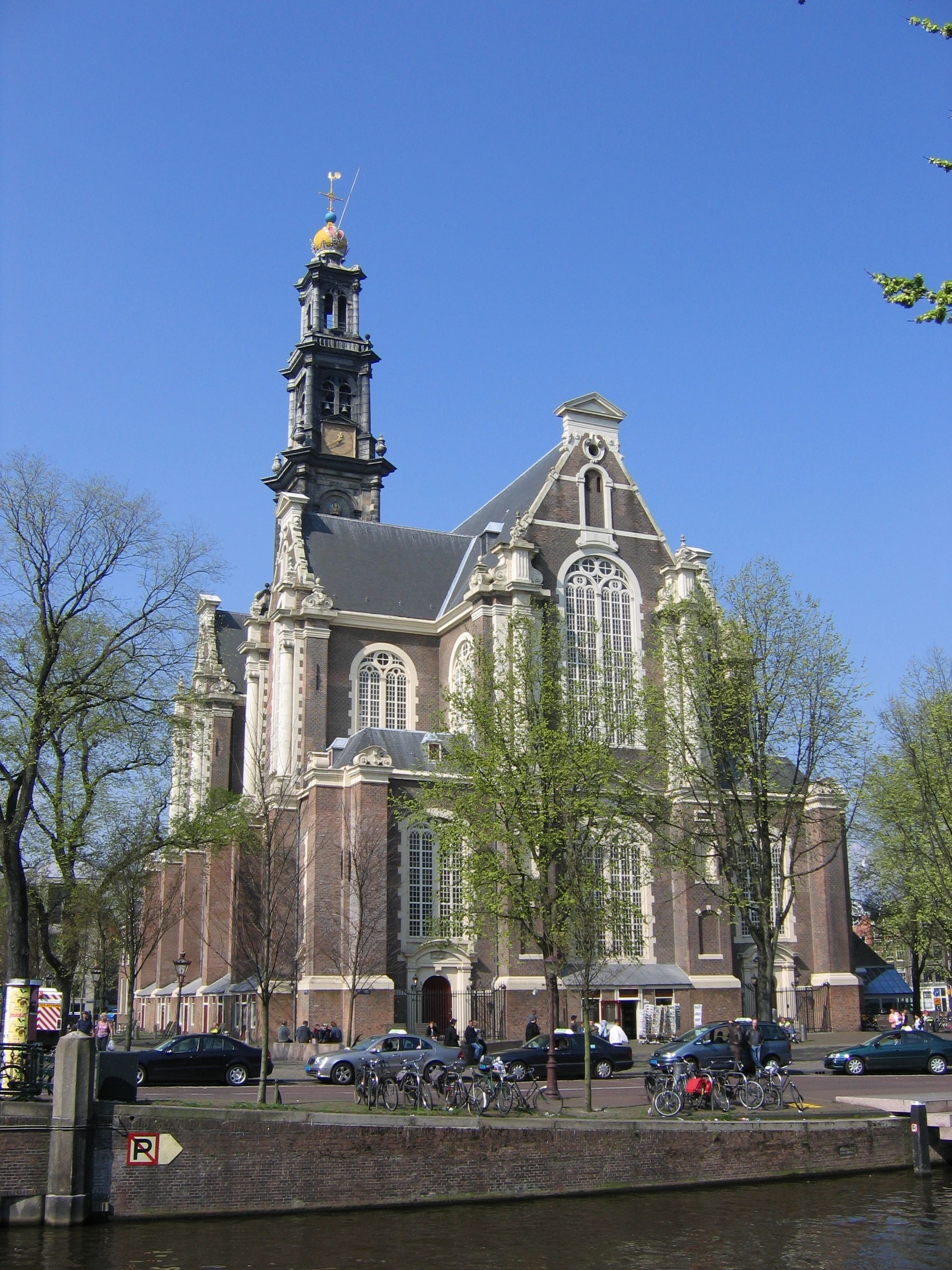
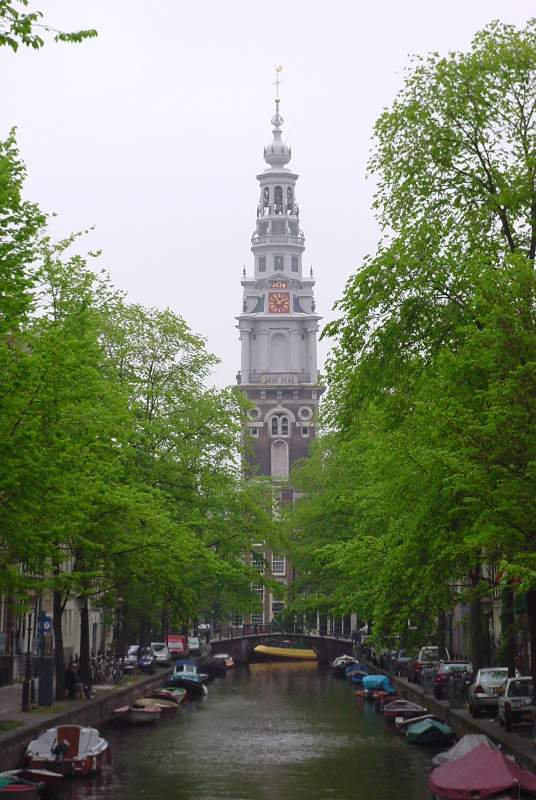
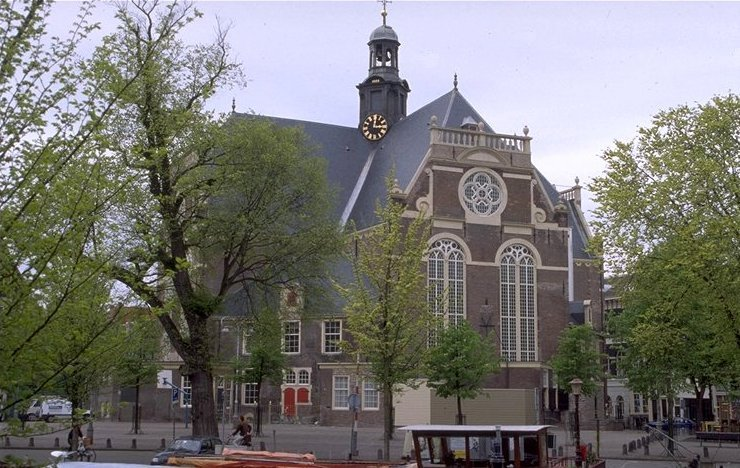
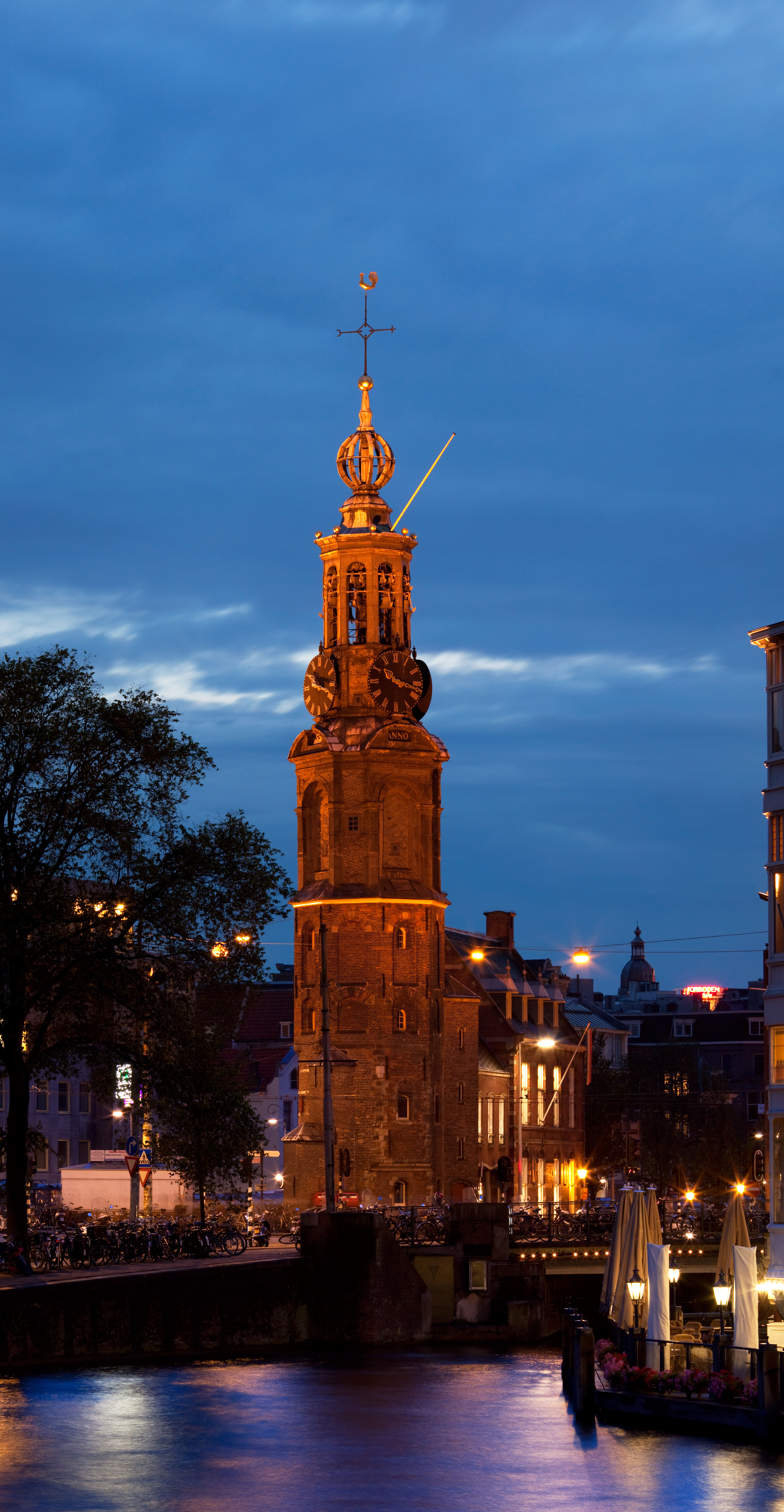
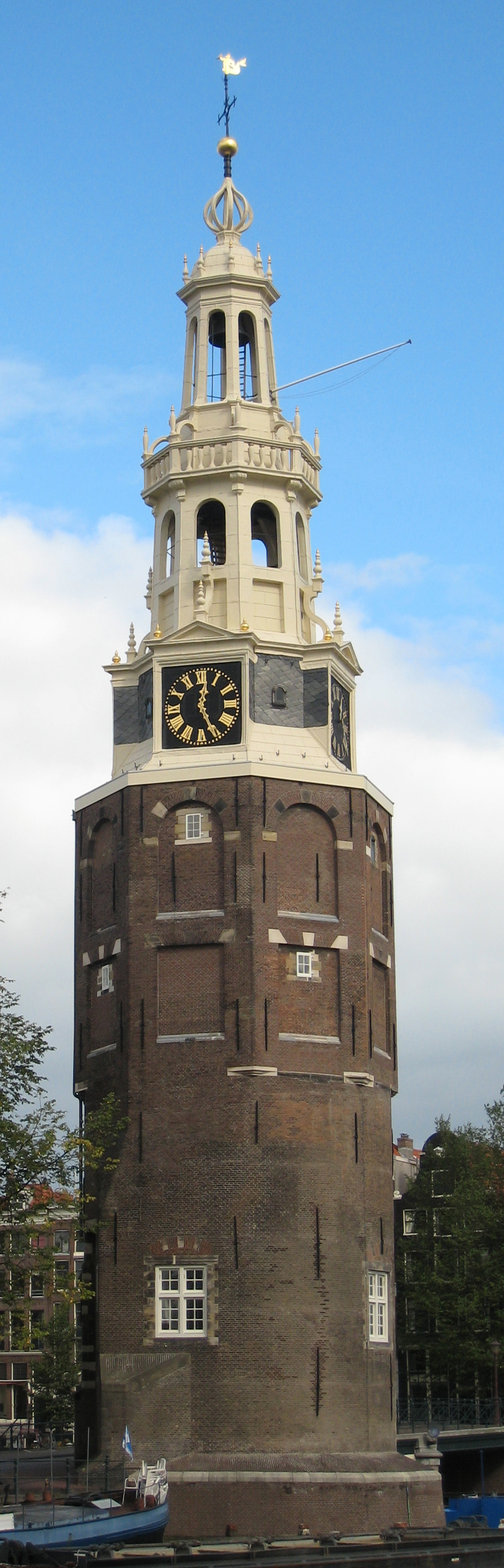
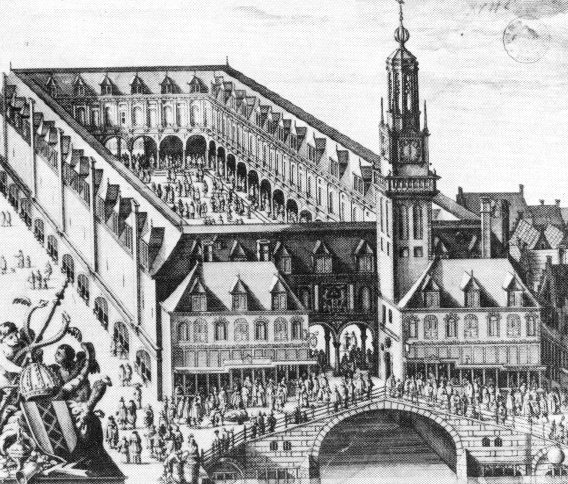
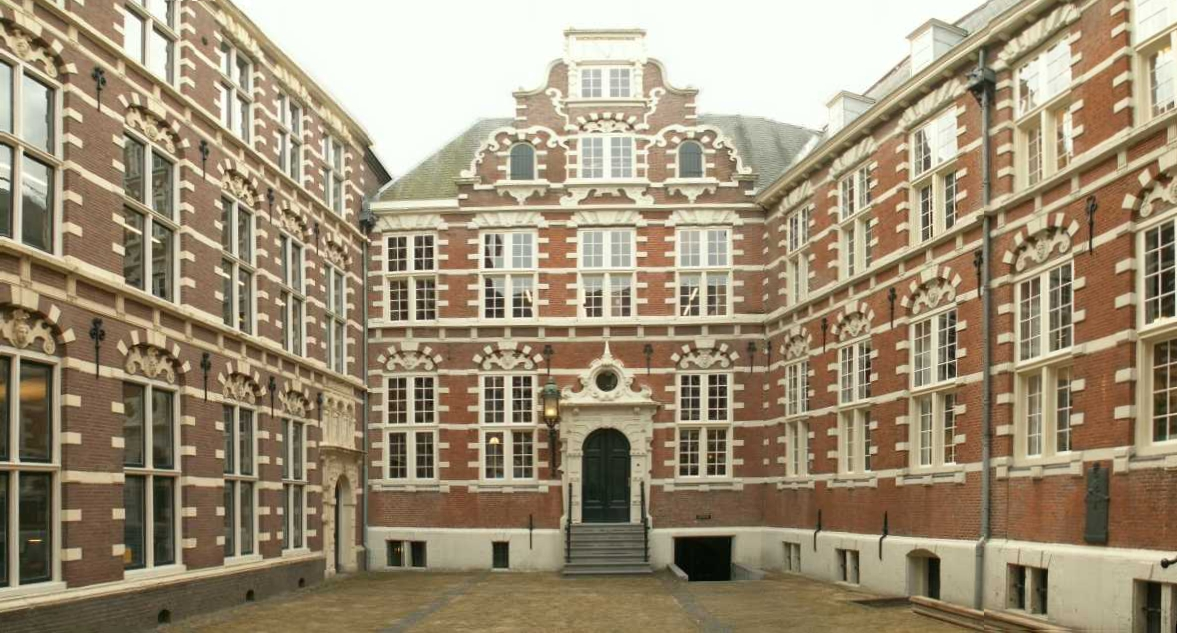
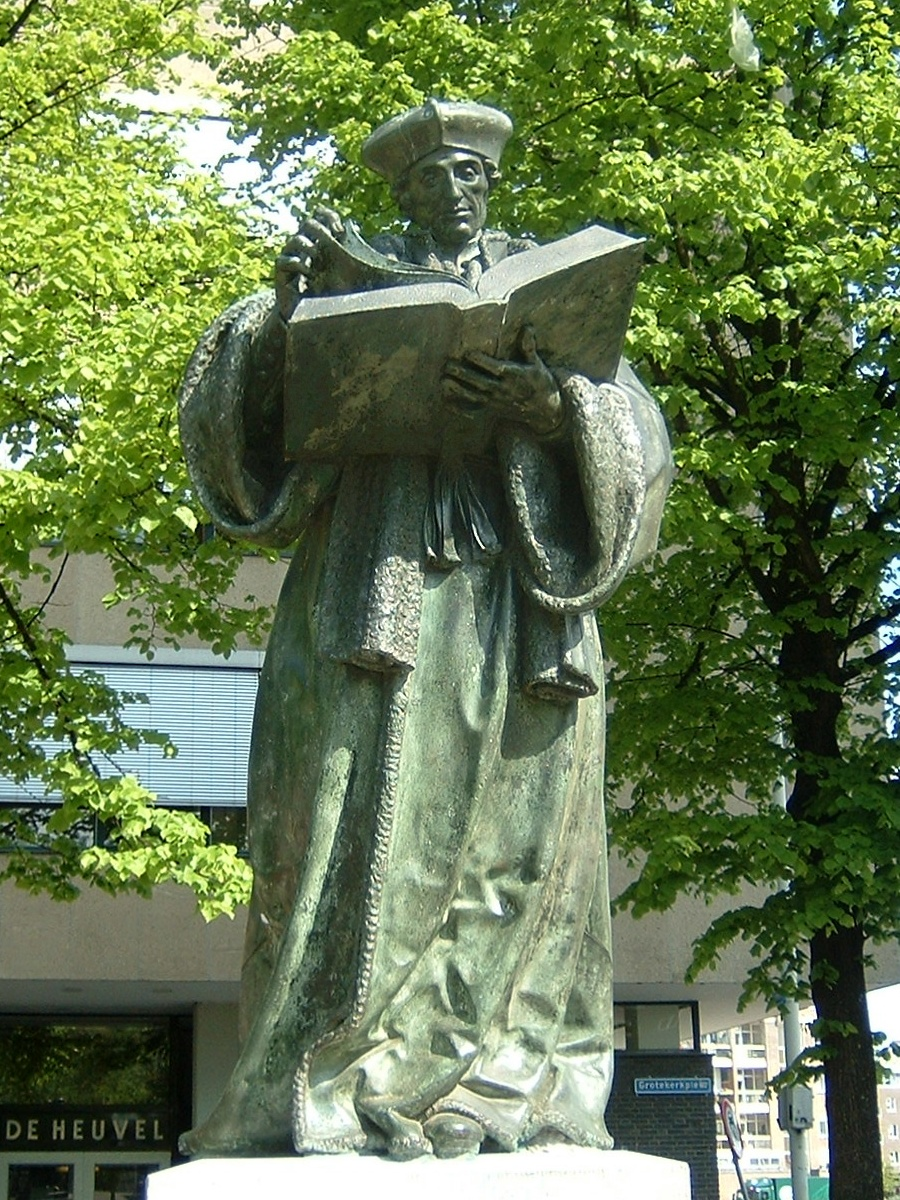